# Charney Bassett
Charney Bassett è un piccolo villaggio dell'Inghilterra, con una popolazione di 271 abitanti. Dal punto di vista amministrativo è una parrocchia civile (civil parish) del distretto di Vale of White Horse, ora nell'Oxfordshire. Si trova circa 7 chilometri a nord di Wantage e 10 chilometri a est di Faringdon. L'abitato ricadeva un tempo nel territorio dell'Abbazia di Abingdon.

## Geografia
Faceva parte del Berkshire fino al 1973: dal 1974, per effetto della riforma delle suddivisioni amministrative locali disposta dal Local Government Act del 1972, Charney Bassett è divenuta una delle parrocchie civili dell'Oxfordshire.
La sua popolazione, secondo i dati rilevati dal censimento britannico del 2001, è di 271 abitanti (di cui 132 maschi e 139 femmine, con 116 nuclei familiari).
Charney Bassett sorge nella Vale of White Horse (Valle del cavallo bianco), così chiamata perché vi spicca un celebre geoglifo di epoca preistorica, il Cavallo Bianco di Uffington, il cui profilo, inciso sul pendio di un rilievo collinare in gesso, rappresenta una figura animale stilizzata). 
Il paese insiste su un'area pianeggiante che ospita anche l'ancor più minuscolo borgo di Lyford. Il paesaggio è dominato dalla suddivisione in fattorie dell'ampiezza media di circa 200 acri, con divisioni inframezzate da alberi e siepi, dedite all'allevamento di vacche per la produzione di latte e alle coltivazioni da raccolto.
Il villaggio si trova nei pressi del fiume Ock, che solca la pianura e bagna e costeggia l'abitato scorrendo secondo un asse nord-est, prima di congiungersi col suo affluente Letcombe Brook (poco dopo che questo ha ricevuto le acque del Childrey Brook), per poi confluire nel Tamigi presso Abingdon-on-Thames.
Il letto del fiume ha subito una deviazione nel 1974, mentre il livello della portata d'acqua è stato abbassato nel 1979. Prima di quella data, l'area era soggetta a frequenti inondazioni invernali dovute allo straripamento del corso d'acqua.

### Clima
Il villaggio risente del prevalente clima oceanico che domina l'intera regione. La temperatura media annuale della zona è di 10,2 °C.
Il mese più caldo è luglio, quando la temperatura raggiunge il suo massimo e mantiene una media mensile che sale a 17,25 °C (temperature medie riferite al lasso di tempo dal 1981 al 2010); il periodo più freddo dell'anno cade nel mese di gennaio, durante il quale la temperatura attinge il minimo e si attesta su un valore medio mensile di 4,35 °C.

## Archeologia
Nel 1978, durante dei lavori di dragaggio del fiume Ock, l'azienda idrica Thames Water ripescò una testa d'ascia in selce giacente nel fondo del suo greto.

### Cherbury Camp
A una distanza di circa 1,6 km a nord dell'abitato, tra Charney e Pusey, si incontra l'earthwork di Cherbury Camp, opera umana dell'età del ferro britannica.
L'earthwork di Cherbury Camp somiglia alle fortezze sommitali delle Berkshire Downs ma, nel caso specifico di Cherbury Camp, è ritenuta insolita la sua realizzazione, in quanto non avvenuta su una sommità, ma, invece, più o meno al livello del suolo, lontano da qualsiasi altura. 
Il toponimo Cherbury significa proprio "forte accanto al fiume Cearn".
Come estensione territoriale, l'area occupata da Cherbury Camp è più ampia di quella della fortificazione collinare dell'Uffington Castle.

## Storia

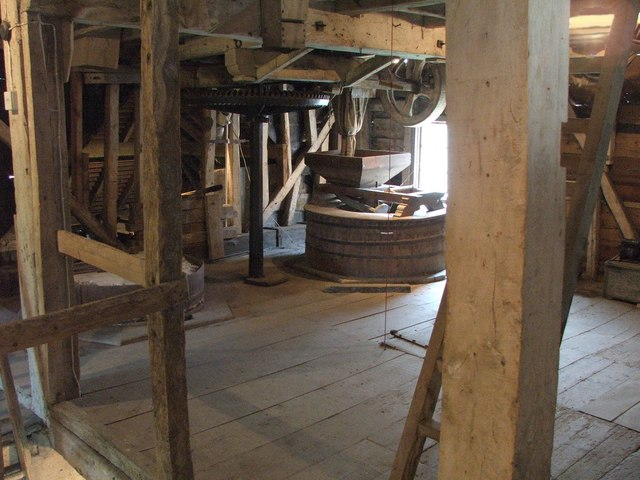
Interno del mulino ad acqua

L'insediamento abitativo di Charney Bassett risale a un'età medievale e può essere datato almeno al 1086, dal momento che il villaggio appare censito, nella forma Cernei, nel Domesday Book, il celebre repertorio censuario fatto redigere da Guglielmo il Conquistatore dopo la conquista normanna.

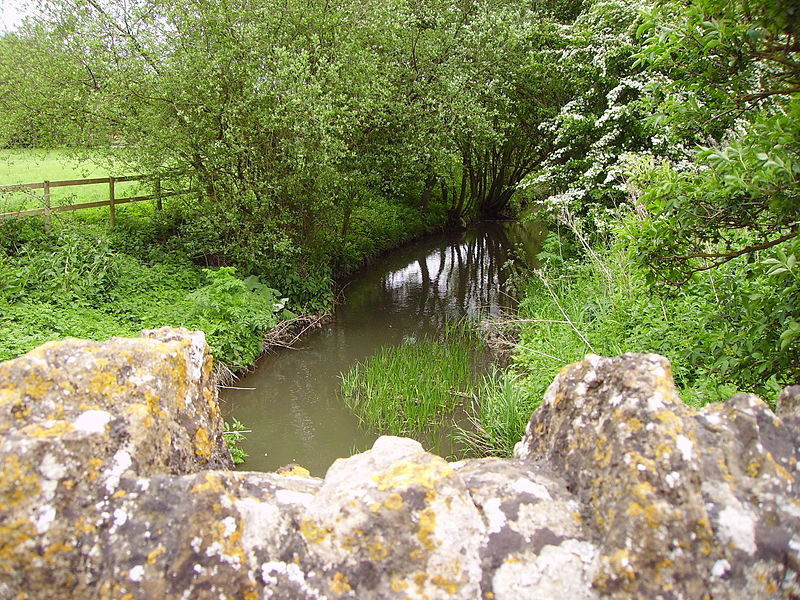
Il fiume Ock nei pressi del villaggio

Una datazione molto più remota sarebbe suggerita da due documenti tramandati nel repertorio dei Privilegi anglosassoni, datati 811 e 821, entrambi riferiti al re di Mercia Coenwulf, in base ai quali l'esistenza del toponimo (citato come Ceornei nel privilegio dell'821) sarebbe attestata già nell'epoca anglosassone della storia inglese. Il primo, in particolare, documenterebbe una costituzione di diritti su varie terre da parte di Re Kenulf in favore di Rethune, abate del vicino romitorio di Abington.
Tuttavia, entrambe le testimonianze sono considerate falsificazioni fabbricate ad arte per attribuire diritti fondiari al Monastero di Abingdon.
L'area circostante era in prevalenza paludosa, circostanza di cui è rimasta traccia nella stessa toponomastica del villaggio, visto che il significato di "Charney" è "isola nel fiume Cearn", laddove quest'ultimo era un nome alternativo per l'Ock, il rivolo che scorre nei pressi del paesello e alimenta il canale inteso a fornire l'energia meccanica per il funzionamento del locale mulino ad acqua.
Nella prima metà del XVII secolo, il paese ha dato i natali al futuro predicatore quacchero Joan Vokins (nato circa nel 1630, morto il 1690), che vi nacque, figlio di Thomas Bunce di Charney.

## Architetture ed edifici degni di nota
Il villaggio di Charney Bassett annovera vari edifici e monumenti classificati come Grade I e Grade II in base al Planning Act 1990 (Listed Buildings and Conservation Areas)

### St. Peter Church

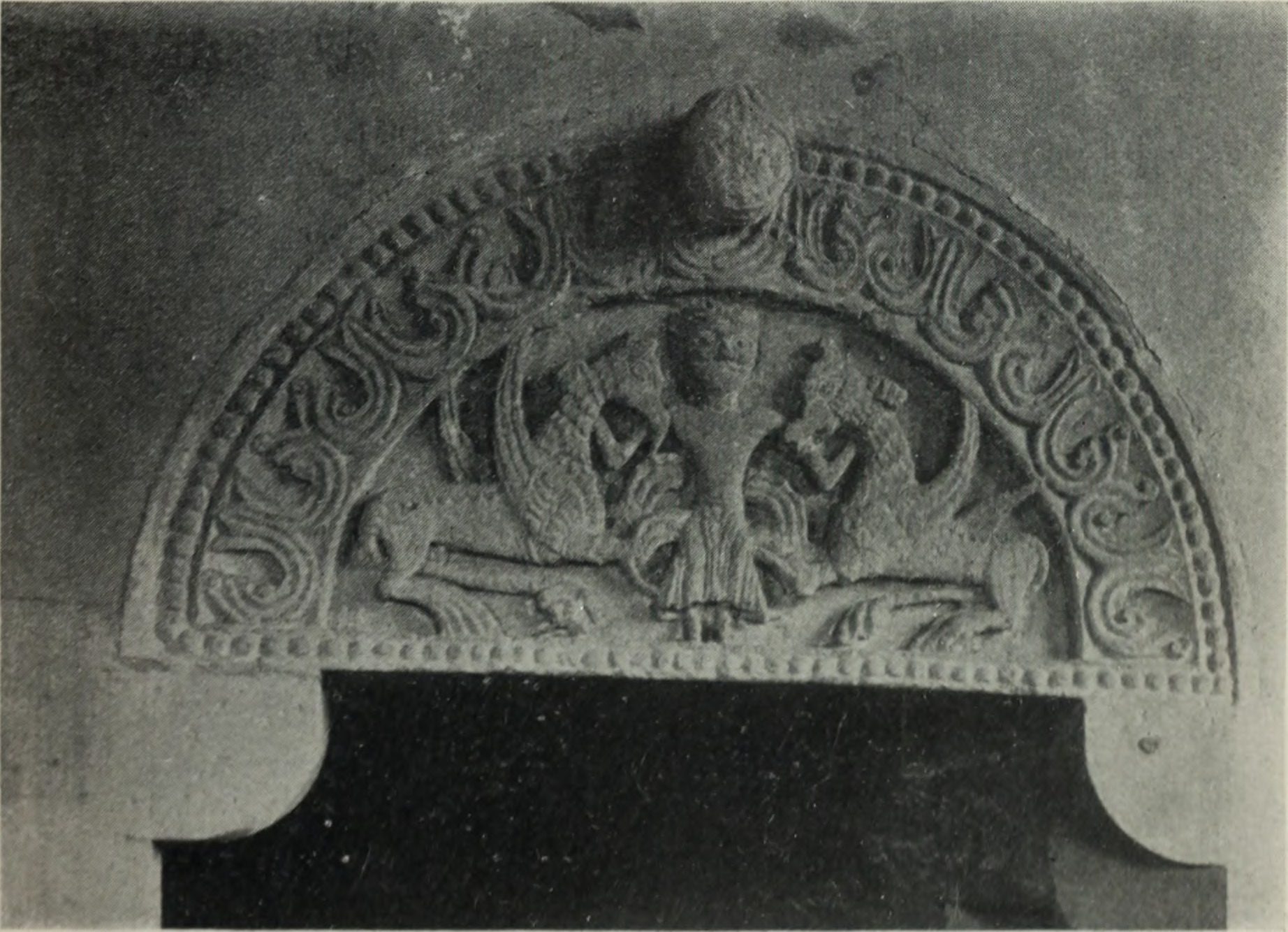
Timpano con la raffigurazione del "Volo di Alessandro"

La piccola chiesa parrocchiale anglicana di San Pietro Apostolo è annoverata tra i monumenti di Grade II. 
St. Peter Church, insieme alle chiese di Longworth, Hinton Waldrist, Lyford, Buckland, Pusey e Littleworth, è parte del beneficio ecclesiastico di Cherbury con Gainfield.

### Architettura della chiesa
La chiesetta conserva alcune parti di epoca normanna che risalgono al XII secolo e una torretta campanaria dotata di due campane medievali.

#### Timpano dell'ascensione in cielo di Alessandro
Degno di nota è il timpano che sormontava il portale della chiesetta (ora visibile all'interno dell'edificio, dove è stato spostato). La particolarità è dovuta alla decorazione con un bassorilievo romanico contenente la raffigurazione di un tema iconografico assai diffuso e frequentato nel Medioevo, peculiare dell'arte romanica: si tratta della mitica ascensione celeste di Alessandro Magno trainato da due grifoni, un episodio leggendario tratto dalla tradizione letteraria medievale del Romanzo di Alessandro del cosiddetto Pseudo-Callistene.

### Charney Manor

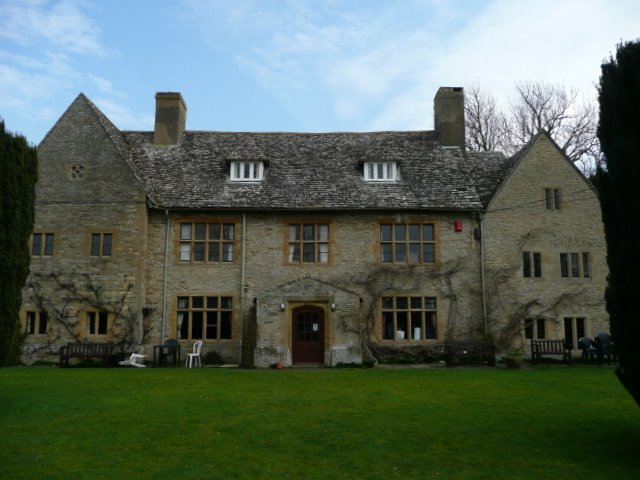
Charney Manor

Nel villaggio è presente anche un monumento classificato nella lista Grade I,  il Charney Manor, un maniero medievale costruito nel XIII secolo come fattoria del citato Convento di Abingdon. Il cenobio, infatti, possedeva all'epoca grandi estensioni di terreno agricolo attorno al villaggio.
L'immobile è ora di proprietà della Religious Society of Friends.

### Charney Water Mill
Il Charney Water Mill è ciò che resta del mulino ad acqua del villaggio. Insieme al cottage adiacente, costituisce un complesso classificato come monumento Grade II.
L'attuale costruzione risale all'Ottocento, ma il mulino ad acqua è caduto in disuso già nel 1915. Il marchingegno del macinatoio, tuttavia, si è conservato pressoché intatto, fatta salva la ruota idraulica, del tipo "di fianco" (breastshot), che è andata perduta, forse riciclata come rottame ferroso. 

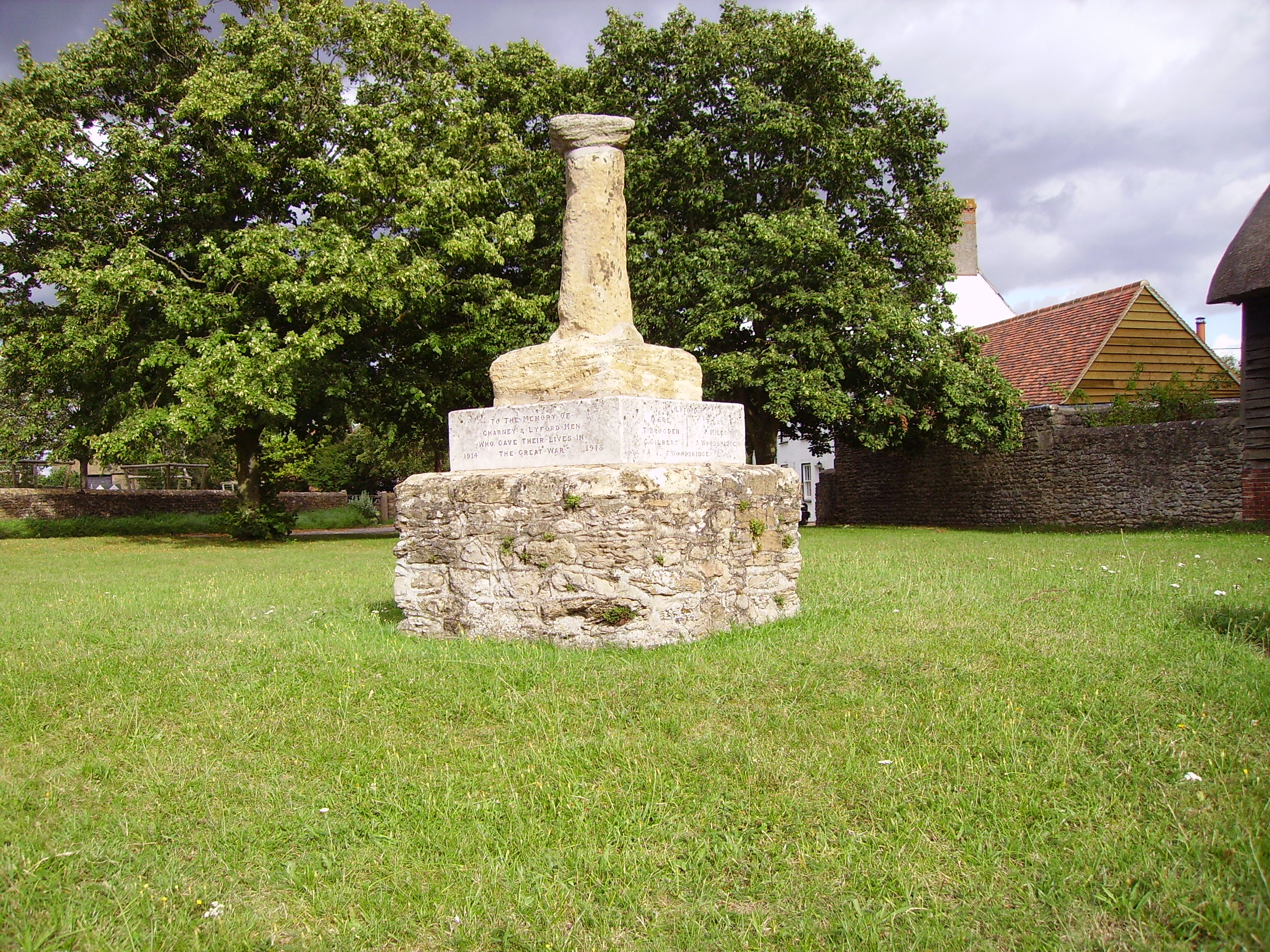
Colonna medievale, ora memoriale di guerra

Dal 1974 il fabbricato è nella disponibilità dell'Oxfordshire County Council, che lo concede in affitto al consiglio della parrocchia civile. Il mulino è stato sottoposto a interventi di restauro su iniziativa del Vale of White Horse Industrial Archaeology Group dal 1975, ma i tagli al bilancio del consiglio locale hanno fatto venir meno i fondi, impedendo il completamento dell'operazione di recupero architettonico e archeologia industriale

### Colonna medievale
Sul village green si erge un pilastro in pietra di epoca medievale, montato su una base di tre gradini. Il reperto, in origine, potrebbe aver adempiuto a uno scopo devozionale, quale croce di preghiera, oppure svolto una funzione civile, come croce di mercato per segnalare uno spazio in cui era possibile offrire merci in vendita durante le fiera, in alcuni periodi dell'anno.
In cima al pilastro è stata aggiunta nel tempo una meridiana che potrebbe aver assolto alla funzione di orologio pubblico.
Dopo la prima guerra mondiale, il gradone intermedio del basamento è stato sostituito con una pietra lavorata per commemorare gli abitanti della comunità caduti nella Grande guerra, i cui nomi sono incisi sulla lapide.
La croce del villaggio è monumento storico classificato come Grade II.